# فلیچه دامیکو
فلیچه دامیکو (انگلیسی: Felice D'Amico؛ زادهٔ ۲۲ اوت ۲۰۰۰) بازیکن فوتبال است.
وی همچنین در تیم‌های ملی فوتبال زیر ۱۶ سال ایتالیا، زیر ۱۷ سال ایتالیا، و زیر ۱۸ سال ایتالیا بازی کرده‌است.